# Kaftan

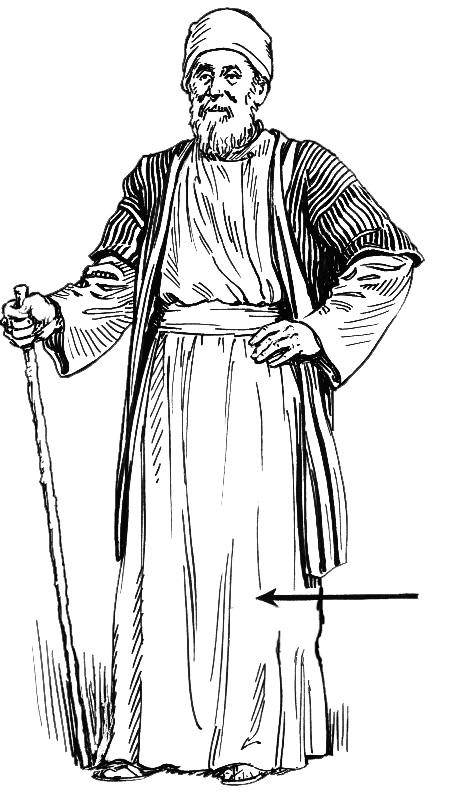
Muž v kaftanu

Kaftan je mužský, obvykle bavlněný nebo hedvábný plášť. Dosahuje až ke kotníkům, zapíná se vpředu, má dlouhé rukávy a nosívá se s šerpou. Kaftany nošené osmanskými sultány tvoří jednu z nejvelkolepějších částí sbírek v istanbulském paláci Topkapi. Některé z nich byly tak skvostné, že je za odměnu dostávali vysocí hodnostáři či vítězní generálové při komplikovaných náboženských slavnostech.
Zdobení bylo nejčastěji umístěno vepředu a kolem rukávů, ale jako všechno ostatní za Osmanské dynastie, i vzory, barvy a knoflíky na kaftanu podléhaly striktní hierarchii, kdy se každý musel oblékat podle společenské třídy, k níž náležel. Zatímco ve čtrnáctém století byly užívány tlumené barvy a nápadné vzory, ve stoletím následujícím se tyto zmenšily a rozjasnily. Ve druhé polovině sedmnáctého století byly nejdrahocennější látky opatřeny "yollu"- vertikálními pruhy s různou výšivkou a malými vzory.
Nejvíc látek se vyrábělo v Istanbulu a Bruselu, ale některé přicházely až z Benátek, Janova, Persie, Indie či dokonce Číny. Každá měla velmi specifické vlastnosti, a podle toho byly pojmenovány: samet, aba, bürümcük, canfes, gatma, gezi, diba, hatayi, kutnu, kemha, seraser, serenk, zerbaft, tafta, a mnohé další. Nejpoužívanější barvy byly čínská modrá, turecká červená, fialová, "pişmis ayva", vařená kdoule a šafránová žlutá.

## Ruský kaftan
V Rusku se slovo "kaftan" užívá pro jiný typ šatstva – pro dlouhý mužský oblek s těsnými rukávy. V devatenáctém století tu byly kaftany velice rozšířeným typem venkovního oblečení mezi rolníky a kupci. V současnosti jej užívají pouze tzv. starověrci jako rituální oděv.

## Marocký kaftan
V Maroku nosí kaftany pouze ženy, a jsou podstatně odlišné od svého tureckého protějšku. Jde o originální marocké oblečení. Může být přehnaně elegantní či extrémně formální, záleží na zvoleném materiálu (stejně jako u západních šatů). Lze jej nosit od slavnostních večeří až po pohřby či svatby.